# Allognosta shibuyai
Allognosta shibuyai är en tvåvingeart som beskrevs av Akira Nagatomi och Tanaka 1969. Allognosta shibuyai ingår i släktet Allognosta och familjen vapenflugor. Inga underarter finns listade i Catalogue of Life.